# Itacuruçá
Itacuruçá é um distrito do município de Mangaratiba, situado na região litorânea da Costa Verde, no Sul do estado do Rio de Janeiro, Brasil.
Acessível pela Rodovia Rio-Santos, é um distrito vizinho de Muriqui e próximo da ilha do mesmo nome. Também se limita com o município de Itaguaí, já na região do Grande Rio.
O distrito também é cortado por uma ferrovia, o Ramal de Mangaratiba da antiga Estrada de Ferro Central do Brasil, atualmente restrito ao transporte de cargas para os portos locais. 